# Medalha Monumento Nacional ao Imigrante
A Medalha Monumento Nacional ao Imigrante é a maior honraria concedida pelo município de Caxias do Sul, no Brasil, e reconhece relevantes serviços prestados à comunidade.
O modelo da medalha foi criado em 1954 por Bruno Segalla, e marcou a inauguração do Monumento Nacional ao Imigrante. Tem formato circular, mede 7x7 cm e suas cópias usualmente são confeccionadas em bronze, mas também ocorreram edições especiais em bronze dourado. Numa das faces está gravada em alto relevo uma imagem do monumento, com uma margem onde está gravada a expressão "A NAÇÃO BRASILEIRA AO IMIGRANTE - CAXIAS DO SUL". No verso, uma imagem menor do monumento em baixo relevo aparece contra uma paisagem, sob uma panóplia de bandeiras de países que enviaram imigrantes ao Brasil. Abaixo, uma inscrição diz "MONUMENTO NACIONAL AO IMIGRANTE / R. G. DO SUL - 1954 - BRASIL".